# Leptophylle
Leptophylle se dit de :
- feuilles de très petite taille dont la surface du limbe est inférieure à 20 mm2 [1] selon la classification de Christen Christiansen Raunkiær (1934)[2] ou 25 mm2[3] selon la classification modifiée de Jack A. Wolfe (1993)[4].
- plantes qui ont des feuilles leptophylles. Par exemple les Torilis à feuilles étroites.